# 掃羅山槍擊案
2023年11月30日，在以色列—哈馬斯戰爭停火期間，2名巴勒斯坦槍手襲擊耶路撒冷掃羅山交會處巴士站，導致3名以色列平民死亡，16人受傷。另有一名裝備武器的目擊者尤瓦爾·卡斯爾曼，其在襲擊中向槍手開火，導致他被以色列國防軍士兵誤認為是襲擊者而射殺。哈馬斯對此襲擊事件承擔責任。

## 背景
掃羅山街區位於耶路撒冷西部，是進出該市的主要門戶之一，其過去一直是攻擊目標。此槍擊案發生在以色列—哈馬斯戰爭激烈衝突的背景下，而事件則發生於哈馬斯和以色列這兩個戰爭主要交戰方同意延長停火協議的幾個小時後。
據以色列警方表示，兩名襲擊者都是30多歲，來自東耶路撒冷的蘇爾巴迪爾區。兩人都曾因與哈馬斯的關聯而入獄。穆拉德·內梅爾因企圖進行恐怖活動而被判處10年監禁；他的兄弟易卜拉欣·內梅爾於2014年因同樣的罪名被判刑。

## 襲擊
根據以色列警方和民拍片的影片顯示，2名襲擊者包括38歲的穆拉德·內梅爾和30歲的易卜拉欣·內梅爾，他們在約當地時間早上7:30分駕車抵達巴士站。兩人帶著M16突擊步槍和單膛室手槍下車。警方表示，襲擊者的車內裝有大量的彈藥。他們接著向在巴士站等待的人群開火，造成3人死亡，16人受傷。以色列警方在當地時間早上7:40左右接獲了槍擊的報告。一名37歲的目擊者尤瓦爾·多倫·卡斯爾曼在開車時目擊襲擊，並在槍擊期間向襲擊者開火。
這次襲擊在2名以色列國防軍士兵（其中一名剛從加沙休整回來，正在返回基地的士兵）和卡斯爾曼反擊並擊斃兩名槍手後結束。然而，卡斯爾曼被以色列士兵誤認為襲擊者後被射傷。即使他丟掉了槍，跪下並舉起了雙手，他仍然再次被射擊。《國土報》報導指，由於以色列國防軍士兵認為他是攻擊者，所以卡斯爾曼在中彈後並未得到醫療援助。卡斯爾曼後來在醫院裡去世。

## 遇害者
根據初步報告稱，擊擊者造成的3名平民包括73歲的拉比法庭拉比艾利米萊克‧沃瑟曼（希伯來語：‎）、67歲的貝特謝梅什「哈達薩女子學校」校長哈娜·伊弗根（希伯來語：‎），和24歲的教師利維婭·迪克曼（希伯來語：‎）死亡。另有一名目擊者尤瓦爾·多倫·卡斯爾曼被以色列國防軍士兵射殺。利維婭·迪克曼當時正在懷孕，她在攻擊現場喪生，胎兒沒能保住。沃瑟曼和伊弗根在莎爾·澤德克醫療中心被證實死亡。還有6人被送到哈達薩醫療中心，其中3人傷勢嚴重。

## 反應和後續
以色列警方經過初步調查，確認襲擊者的身分為易卜拉欣·內梅爾和穆拉德·內梅爾，並確認傷亡人數。哈馬斯聲稱對這次襲擊負責，並表示「此次行動是對佔領軍實施前所未有的罪行的自然反應」。
警方對襲擊者的家進行突襲，並逮捕了他們家中6名成員。襲擊發生後，事發地點在1號公路的莫察交會處立即被封閉。美國駐以色列大使雅各布·盧和歐盟駐以色列大使迪米特·贊切夫都在社交媒體上對這次襲擊表示譴責。
被以色列國防軍士兵誤殺的目擊者尤瓦爾·卡斯爾曼家人將他之死形容為「處死」，並呼籲進行徹底調查。以色列國防軍起初表示沒有計劃調查這宗事件，但在辛貝特和以色列警察進行初步調查後，以色列國防軍決定讓其憲兵調查部門介入。警方承認卡斯爾曼的身份被誤認，並對卡斯爾曼之死表示哀悼。

## 另見
- 2022年耶路撒冷爆炸案，一年前在同一個巴士站發生的恐怖襲擊
- 2023年以巴衝突時間表